# 葛兰言

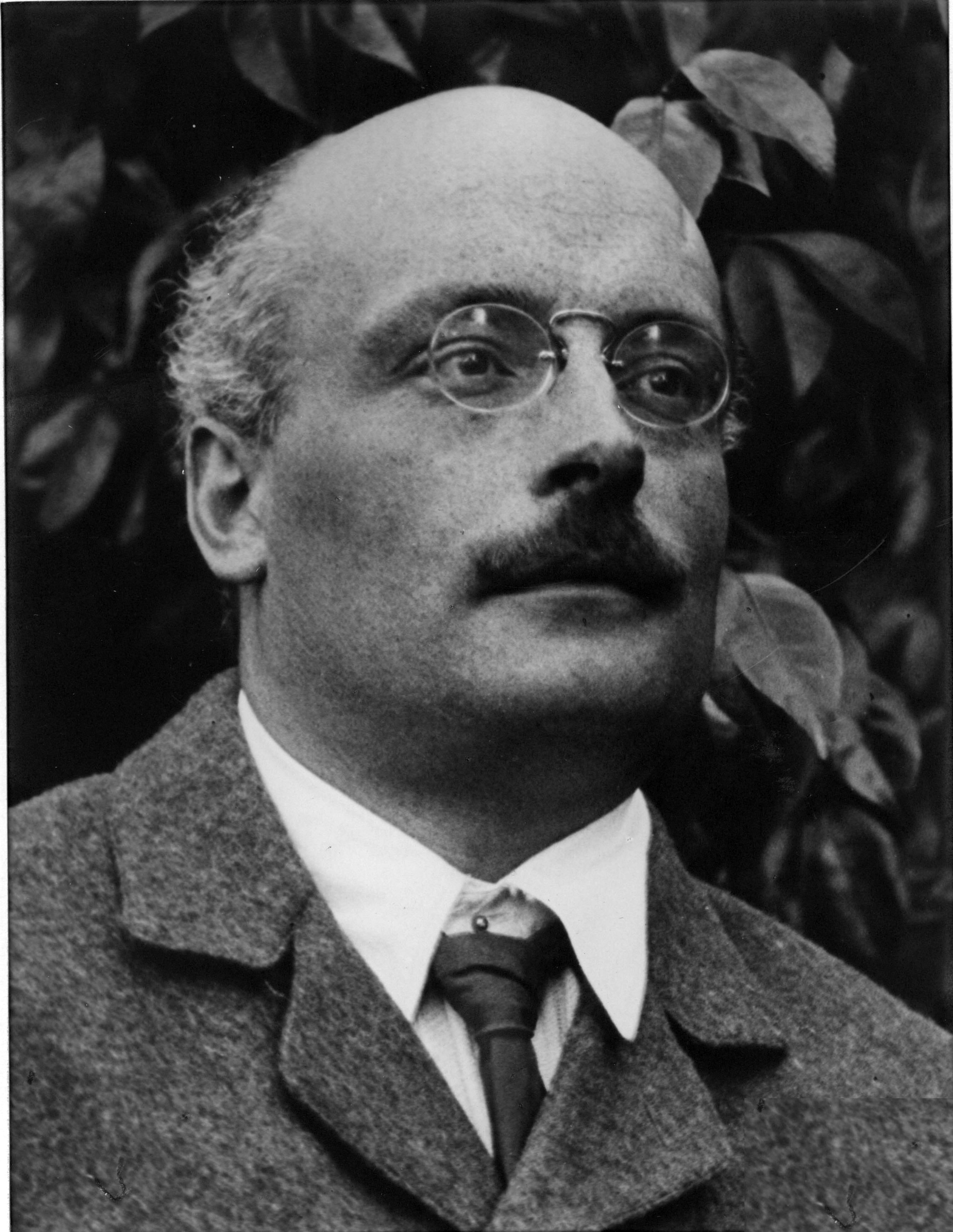
马塞尔·格拉内

马塞尔·格拉内（法語：Marcel Granet，1884年2月29日—1940年11月25日），汉名葛兰言，法国汉学家，主要研究领域为古代中国。
葛兰言曾在法国高等师范学院就读并取得历史教师从业资格证书。他曾任教于法国高等研究学院，从1925年起任教于国立东方现代语言学校。他在1921年创立了中国研究学院。
他是法国第一位将社会学方法应用于古代中国研究的学者。

## 作品
- 《中国节日与古代歌曲》，1919，巴黎，阿尔班·米歇尔出版社，1982年再版；
- 《中国人的宗教》，1922，巴黎，阿尔班·米歇尔出版社，2010年再版；
- 《古代中国的舞蹈与寓言》，巴黎，1926；
- 《中国文明---公开生活与私生活》，1929，巴黎，阿尔班·米歇尔出版社，1998年再版；
- 《中国思想》，1934，巴黎，阿尔班·米歇尔出版社，1999年再版；
- 《中国社会学研究》，巴黎，1953。

## 外部連結
- 王銘銘：〈葛蘭言何故少有追隨者〉 （页面存档备份，存于）（2009）